# Blytt-Sernander-Sequenz
| Serie                | Klimastufe    | Pollenzone    | Zeitraum (Jahre BP) |
| -------------------- | ------------- | ------------- | ------------------- |
| Holozän              | Subatlantikum | X             | 0–2.400             |
| Holozän              | Subatlantikum | IX            | 0–2.400             |
| Holozän              | Subboreal     | VIII          | 2.400–5.660         |
| Holozän              | Atlantikum    | VII           | 5.660–9.220         |
| Holozän              | Atlantikum    | VI            | 5.660–9.220         |
| Holozän              | Boreal        | V             | 9.220–10.640        |
| Holozän              | Präboreal     | IV            | 10.640–11.560       |
| Pleistozän           |               |               |                     |
| Jüngere Dryaszeit    | III           | 11.560–12.700 |                     |
| Alleröd-Interstadial | II            | 12.700–13.350 |                     |
| Ältere Dryaszeit     | Ic            | 13.350–13.480 |                     |
| Bölling-Interstadial | Ib            | 13.480–13.730 |                     |
| Älteste Dryaszeit    | Ia            | 13.780–13.860 |                     |

Die Blytt-Sernander-Sequenz oder Blytt-Sernander-Klassifikation ist eine Serie von Klimaphasen, die Nordeuropa in den letzten 14.000 Jahren durchlaufen hat. Die Sequenz basiert auf der Analyse von Torfmoorablagerungen durch den Norweger Axel Gudbrand Blytt (1876) und den Schweden Rutger Sernander (1908). Die Klassifizierung wurde später in die heute übliche Pollenstratigraphie eingearbeitet.

## Methode
Der Entwicklung der Klassifizierung ging die Entdeckung von helleren und dunkleren Lagen in Torfschichten 1829 durch Heinrich Dau auf Seeland voraus. Daraufhin wurde von der Königlich Dänischen Akademie der Wissenschaften ein Preis ausgelobt, mit dem derjenige bedacht werden sollte, dem es gelänge, diese Lagen plausibel zu deuten. Blytt stellte daraufhin die Hypothese auf, dass die dunkleren Lagen in Trockenperioden und hellere Lagen in Feuchtperioden gebildet wurden. Er verwendete dafür die Begriffe Atlantikum (warm und feucht) bzw. Boreal (kalt und trocken).
Rutger Sernander vervollständigte 1908 die Sequenz durch die Eingrenzung des Subboreals, des Subatlantikums sowie der pleistozänen Phasen. 1926 entdeckte Carl Albert Weber einen charakteristischen Grenzhorizont in deutschen Torfablagerungen, die Blytts These eines Klimaumschwungs stützten.
Sinn und Zweck der Methode war die stratigraphische Einteilung von sedimentären Ablagerungen, also die Unterteilung nach ihrer chronologischen Ordnung. Heutzutage gibt es eine große Vielzahl unterschiedlichster Methoden zur Altersbestimmung, u. a. Sauerstoffisotopie, Warvenchronologie oder auch Untersuchungen von Eisbohrkernen. Mittels dieser neueren Methoden war es möglich, die Blytt-Sernander-Sequenz auf Eurasien und Nordamerika auszuweiten. Jedoch ist die Bezeichnung Blytt-Sernander-Sequenz heutzutage nur noch vergleichsweise selten anzutreffen.

## Probleme

### Datierung und Kalibrierung
Heutzutage wird die Blytt-Sernander-Klassifizierung durch moderne Untersuchungsmethoden gestützt und erweitert. Als Beispiel sei die Radiokarbondatierung (14C-Datierung) von Pollen genannt, mittels derer bis etwa 60.000 Jahre alter Kohlenstoff datiert werden kann.
Dabei können ältere Datierungen allerdings in einem gewissen Rahmen unpräzise sein, da die unstete Produktion kosmogenen 14Cs noch unbekannt war; vielmehr ging man von einer konstanten Produktion aus. Bis zu einem gewissen Grad können ältere, weniger präzise Datierungen aber mittels anderer Techniken wie z. B. der Dendrochronologie, korrigiert werden.

### Korrelation mit archäologischen Befunden
Die Blytt-Sernander-Klassifizierung wurde und wird als chronologisches Rahmenwerk benutzt, um archäologische Befunde in Nordamerika und Eurasien zu deuten. So werden teils technische  Veränderungen direkt mit Klimaschwankungen assoziiert, dies ist jedoch sehr umstritten.

## Die Sequenz
| Pleistozän           | Dauer            |
| -------------------- | ---------------- |
| Ältere Dryas         | 14.000–13.600 BP |
| Allerød-Interstadial | 13.600–12.900 BP |
| Jüngere Dryas        | 12.900–11.500 BP |
| Holozän              |                  |
| Boreal               | 11.500–8.900 BP  |
| Atlantikum           | 8.900–5.700 BP   |
| Subboreal            | 5.700–2.600 BP   |
| Subatlantikum        | 2.600–0 BP       |

## Zeigerpflanzen
Beispiele für Zeigerpflanzen bzw. deren Pollen, die bei der Blytt-Sernander Klassifizierung eine Rolle spielen:
- Sphagnum (Torfmoose)
- Carex (Seggen)
- Scheuchzeria palustris (Blumenbinsen)
- Eriophorum vaginatum (Scheiden-Wollgras)
- Vaccinium subgenus oxycoccus (Moosbeeren)
- Andromeda polifolia (Rosmarinheide)
- Erica tetralix (Glockenheide)
- Calluna vulgaris (Besenheide)
- Pinus (Kiefern)
- Betula (Birken)

Torfmoose sind dabei in feuchten Perioden häufiger, für Trockenperioden sind Birken und Kiefern charakteristisch.